# James Butler (Boxer)
James Butler, Jr. (* 18. Dezember 1972 in Harlem, New York City) ist ein US-amerikanischer, ehemaliger Profiboxer im Supermittelgewicht. Wegen seiner Herkunft und seines gefürchteten rechten Hakens lautete sein Kampfname „The Harlem Hammer“.

## Profikarriere
Butler gewann seinen ersten Profikampf am 18. Oktober 1996 durch technischen K. o. in der ersten Runde über Eddie Johnson. Nach einem Punktesieg über Derrick Whitley am 2. November desselben Jahres trat er am 31. Januar 1997 gegen Richard Grant in den Ring und musste dabei seine erste Niederlage hinnehmen, als Grant zum Sieger nach Punkten erklärt wurde. Butler ließ sich davon jedoch nicht entmutigen und konnte die nächsten 12 Kämpfe gewinnen, worauf er sich für einen Titelkampf gegen Bryant Brannon qualifizierte. Butler gewann den Kampf durch K. o. in Runde 7 und war somit neuer US-amerikanischer Meister im Supermittelgewicht.
Nach drei weiteren Siegen erhielt er am 1. September 2001 die Möglichkeit, den amtierenden Weltmeister der International Boxing Federation (IBF), den Deutschen Sven Ottke herauszufordern. Der Kampf fand vor rund 8000 Zuschauern in der Magdeburger Bördelandhalle statt und endete mit einer schweren Niederlage für Butler. Er musste zum ersten Mal über die volle Distanz von 12 Runden boxen und erlitt außerdem einen dicken Bluterguss am rechten Auge. Schlussendlich wurde Ottke einstimmig zum Sieger nach Punkten erklärt, der damit seinen Titel zum elften Mal verteidigte.
Seinen nächsten Kampf bestritt er am 23. November desselben Jahres gegen Richard Grant, ausgerechnet jenen Boxer, gegen den er seine erste und neben Ottke einzige Niederlage hinnehmen musste. Der Boxkampf war Teil einer Benefiz-Veranstaltung in New York City, bei der Geld für Hinterbliebene der Opfer von den Terroranschlägen des 11. September gesammelt wurde. Der Kampf ging über 10 Runden und endete erneut mit einer Punkteniederlage von Butler. Als Grant nach dem Kampf in seine Ecke kam, um ihn zu umarmen, schlug Butler jedoch mit der bloßen Faust einen rechten Haken an Grants Kiefer. Grant wurde dabei der Kiefer ausgerenkt und die Zunge schwer verletzt, welche mit 26 Stichen genäht werden musste. Butler wurde nach diesem Eklat sofort festgenommen, vom Boxverband auf unbestimmte Zeit gesperrt und später wegen Körperverletzung zu einer viermonatigen Haftstrafe ohne Bewährung verurteilt, die er in der Strafanstalt Rikers Island verbüßte.
Ihm wurde zwar ab Februar 2004 das Boxen wieder erlaubt, doch konnte er nicht mehr annähernd an seine alten Leistungen anknüpfen. Nach lediglich drei Kämpfen gegen unterdurchschnittliche Gegner, von denen er einen sogar verlor und die anderen beiden über die volle Länge boxen musste, trat er am 10. August 2004 zu seinem letzten Profikampf gegen Omar Sheika an, den er nach Punkten verlor.

## Tötung von Sam Kellerman
Am 12. Oktober 2004 erschlug Butler seinen 29-jährigen Bekannten Sam Kellerman (Bruder des bekannten HBO-Moderators Max Kellerman) in dessen Wohnung in Hollywood und legte anschließend Feuer, um die Tat zu vertuschen. Butler wurde am 27. Oktober verhaftet und wegen Mordes und Brandstiftung angeklagt. Am 5. April 2006 wurde er schließlich wegen vorsätzlichen Totschlags und Brandstiftung zu einer Freiheitsstrafe von 29 Jahren und vier Monaten verurteilt. Als Motiv nannte er einen Streit, weil Kellerman ihn aus der Wohnung werfen wollte, Butler diese jedoch für sich, seine Freundin und seine Tochter benötigte und gerade an seinem Comeback arbeitete.

## Wichtigste Kämpfe
- 2. November 1996: Punktesieg gegen Derrick Whitley, Meister von Massachusetts
- 16. Juli 1999: Sieg durch t.K.o. in der zweiten Runde gegen Merqui Sosa, NABF-Champion und WBA-WM-Herausforderer von Michael Nunn
- 29. Oktober 1999: K. o.-Sieg in der siebenten Runde gegen Bryant Brannon, NABF-Champion und IBF-WM-Herausforderer von Roy Jones junior
- 29. September 2000: K. o.-Sieg in der sechsten Runde gegen Jose Spearman, dieser kämpfte später gegen Brian Magee um die IBO-Weltmeisterschaft
- 1. September 2001: Punkteniederlage gegen Sven Ottke, amtierender Weltmeister der IBF
- 7. Mai 2004: Punktesieg gegen Reggie Strickland, Rekordhalter
- 10. August 2004: Punkteniederlage gegen Omar Sheika, dem vierfachen WM-Herausforderer von Joe Calzaghe, Éric Lucas, Jeff Lacy und Markus Beyer